# 2005-ös GP2-szezon
A 2005-ös GP2-szezon volt az első idény a bajnokság történelmében. 2005. április 23-án vette kezdetét San Marinóban és szeptember 30-án Bahreinben ért véget. A bajnok a német Nico Rosberg lett, a finn Heikki Kovalainen és az amerikai Scott Speed előtt.

## Versenyzők és csapatok
| Csapat               | Rsz. # | Versenyző               |
| -------------------- | ------ | ----------------------- |
| iSport International | 1      | Scott Speed             |
| iSport International | 2      | Can Artam               |
| HiTech/Piquet Racing | 3      | Nelson Piquet, Jr.      |
| HiTech/Piquet Racing | 4      | Alexandre Sarnes Negrão |
| BCN Competicion      | 5      | Ernesto Viso            |
| BCN Competicion      | 6      | Hiroki Yoshimoto        |
| Super Nova Racing    | 7      | Giorgio Pantano         |
| Super Nova Racing    | 8      | Adam Carroll            |
| ART Grand Prix       | 9      | Nico Rosberg            |
| ART Grand Prix       | 10     | Alexandre Prémat        |
| David Price Racing   | 11     | Olivier Pla             |
| David Price Racing   | 12     | Ryan Sharp              |
| David Price Racing   | 12     | Giorgio Mondini         |
| DAMS                 | 14     | José María López        |
| DAMS                 | 15     | Fairuz Fauzy            |
| Coloni Motorsport    | 16     | Mathias Lauda           |
| Coloni Motorsport    | 17     | Ferdinando Monfardini   |
| Coloni Motorsport    | 17     | Toni Vilander           |
| Coloni Motorsport    | 17     | Gianmaria Bruni         |
| Racing Engineering   | 18     | Neel Jani               |
| Racing Engineering   | 19     | Borja García            |
| Campos Racing        | 20     | Juan Cruz Álvarez       |
| Campos Racing        | 21     | Sergio Hernández        |
| Arden International  | 22     | Heikki Kovalainen       |
| Arden International  | 23     | Nicolas Lapierre        |
| Durango              | 24     | Clivio Piccione         |
| Durango              | 25     | Gianmaria Bruni         |
| Durango              | 25     | Ferdinando Monfardini   |

## Versenynaptár
A 2005-ös szezonban 23 futamot rendeztek, 12 versenypályán. Monte-Carlo kivételével minden helyszínen két futamból állt egy versenyhétvége, egy úgynevezett főversenyből és egy sprintversenyből.
| #  | #  | Helyszín                        | Versenypálya                   | Időpont        | Minek a betétfutama  |
| -- | -- | ------------------------------- | ------------------------------ | -------------- | -------------------- |
| 1  | V1 | Imola, Olaszország              | Autodromo Enzo e Dino Ferrari  | Április 23.    | San Marinó-i nagydíj |
| 1  | V2 | Imola, Olaszország              | Autodromo Enzo e Dino Ferrari  | Április 24.    | San Marinó-i nagydíj |
| 2  | V1 | Montmeló, Spanyolország         | Circuit de Barcelona-Catalunya | Május 7.       | spanyol nagydíj      |
| 2  | V2 | Montmeló, Spanyolország         | Circuit de Barcelona-Catalunya | Május 8.       | spanyol nagydíj      |
| 3  | V  | Monte-Carlo, Monaco             | Circuit de Monaco              | Május 21.      | monacói nagydíj      |
| 4  | V1 | Nürburg, Németország            | Nürburgring                    | Május 28.      | európai nagydíj      |
| 4  | V2 | Nürburg, Németország            | Nürburgring                    | Május 29.      | európai nagydíj      |
| 5  | V1 | Magny-Cours, Franciaország      | Circuit de Nevers Magny-Cours  | Július 2.      | francia nagydíj      |
| 5  | V2 | Magny-Cours, Franciaország      | Circuit de Nevers Magny-Cours  | Július 3.      | francia nagydíj      |
| 6  | V1 | Silverstone, Egyesült Királyság | Silverstone Circuit            | Július 9.      | brit nagydíj         |
| 6  | V2 | Silverstone, Egyesült Királyság | Silverstone Circuit            | Július 10.     | brit nagydíj         |
| 7  | V1 | Hockenheim, Németország         | Hockenheimring                 | Július 23.     | német nagydíj        |
| 7  | V2 | Hockenheim, Németország         | Hockenheimring                 | Július 24.     | német nagydíj        |
| 8  | V1 | Mogyoród, Magyarország          | Hungaroring                    | Július 30.     | magyar nagydíj       |
| 8  | V2 | Mogyoród, Magyarország          | Hungaroring                    | Július 31.     | magyar nagydíj       |
| 9  | V1 | Isztambul, Törökország          | Isztambul Park                 | Augusztus 20.  | török nagydíj        |
| 9  | V2 | Isztambul, Törökország          | Isztambul Park                 | Augusztus 21.  | török nagydíj        |
| 10 | V1 | Monza, Olaszország              | Autodromo Nazionale di Monza   | Szeptember 3.  | olasz nagydíj        |
| 10 | V2 | Monza, Olaszország              | Autodromo Nazionale di Monza   | Szeptember 4.  | olasz nagydíj        |
| 11 | V1 | Spa, Belgium                    | Circuit de Spa-Francorchamps   | Szeptember 10. | belga nagydíj        |
| 11 | V2 | Spa, Belgium                    | Circuit de Spa-Francorchamps   | Szeptember 11. | belga nagydíj        |
| 12 | V1 | Szahír, Bahrein                 | Bahrain International Circuit  | Szeptember 29. | Egyedüli verseny     |
| 12 | V2 | Szahír, Bahrein                 | Bahrain International Circuit  | Szeptember 30. | Egyedüli verseny     |

## Eredmények
| #  | #  | Helyszín                       | Pole pozíció      | Leggyorsabb kör   | Győztes versenyző  | Győztes csapat       | Összefoglaló |
| -- | -- | ------------------------------ | ----------------- | ----------------- | ------------------ | -------------------- | ------------ |
| 1  | V1 | Autodromo Enzo e Dino Ferrari  | Nicolas Lapierre  | Ernesto Viso      | Heikki Kovalainen  | Arden International  | Összefoglaló |
| 1  | V2 | Autodromo Enzo e Dino Ferrari  |                   | Nicolas Lapierre  | Adam Carroll       | Super Nova Racing    | Összefoglaló |
| 2  | V1 | Circuit de Barcelona-Catalunya | Scott Speed       | Nico Rosberg      | Gianmaria Bruni    | Coloni Motorsport    | Összefoglaló |
| 2  | V2 | Circuit de Barcelona-Catalunya |                   | Ryan Sharp        | José María López   | DAMS                 | Összefoglaló |
| 3  | V  | Circuit de Monaco              | Heikki Kovalainen | Heikki Kovalainen | Adam Carroll       | Super Nova Racing    | Összefoglaló |
| 4  | V1 | Nürburgring                    | Giorgio Pantano   | Scott Speed       | Clivio Piccione    | Durango              | Összefoglaló |
| 4  | V2 | Nürburgring                    |                   | Scott Speed       | Heikki Kovalainen  | Arden International  | Összefoglaló |
| 5  | V1 | Circuit de Nevers Magny-Cours  | Alexandre Prémat  | Gianmaria Bruni   | Heikki Kovalainen  | Arden International  | Összefoglaló |
| 5  | V2 | Circuit de Nevers Magny-Cours  |                   | Gianmaria Bruni   | Nico Rosberg       | ART Grand Prix       | Összefoglaló |
| 6  | V1 | Silverstone Circuit            | Nico Rosberg      | Alexandre Prémat  | Nico Rosberg       | ART Grand Prix       | Összefoglaló |
| 6  | V2 | Silverstone Circuit            |                   | Scott Speed       | Olivier Pla        | David Price Racing   | Összefoglaló |
| 7  | V1 | Hockenheimring                 | Nico Rosberg      | Nico Rosberg      | Nico Rosberg       | ART Grand Prix       | Összefoglaló |
| 7  | V2 | Hockenheimring                 |                   | Nico Rosberg      | Olivier Pla        | David Price Racing   | Összefoglaló |
| 8  | V1 | Hungaroring                    | Neel Jani         | Josimoto Hiroki   | Neel Jani          | Racing Engineering   | Összefoglaló |
| 8  | V2 | Hungaroring                    |                   | Clivio Piccione   | Alexandre Prémat   | ART Grand Prix       | Összefoglaló |
| 9  | V1 | Isztambul Park                 | Nico Rosberg      | Scott Speed       | Alexandre Prémat   | ART Grand Prix       | Összefoglaló |
| 9  | V2 | Isztambul Park                 |                   | Olivier Pla       | Heikki Kovalainen  | Arden International  | Összefoglaló |
| 10 | V1 | Autodromo Nazionale di Monza   | Heikki Kovalainen | Nico Rosberg      | Heikki Kovalainen  | Arden International  | Összefoglaló |
| 10 | V2 | Autodromo Nazionale di Monza   |                   | Nico Rosberg      | Neel Jani          | Racing Engineering   | Összefoglaló |
| 11 | V1 | Circuit de Spa-Francorchamps   | Gianmaria Bruni   | Adam Carroll      | Nelson Piquet, Jr. | Hitech/Piquet Racing | Összefoglaló |
| 11 | V2 | Circuit de Spa-Francorchamps   |                   | Adam Carroll      | Adam Carroll       | Super Nova Racing    | Összefoglaló |
| 12 | V1 | Bahrain International Circuit  | Nico Rosberg      | Alexandre Prémat  | Nico Rosberg       | ART Grand Prix       | Összefoglaló |
| 12 | V2 | Bahrain International Circuit  |                   | Scott Speed       | Nico Rosberg       | ART Grand Prix       | Összefoglaló |

## Végeredmény

### Versenyző
| Helyezés | Rajtszám | Versenyző             | Csapat                     | Pontszám | Futamok | Győzelmek | Pole pozíció |
| -------- | -------- | --------------------- | -------------------------- | -------- | ------- | --------- | ------------ |
| 01       | 09       | Nico Rosberg          | ART Grand Prix             | 120      | 23      | 5         | 5*           |
| 02       | 22       | Heikki Kovalainen     | Arden International        | 105      | 23      | 5         | 2            |
| 03       | 01       | Scott Speed           | iSport International       | 67.5     | 23      | 0         | 1            |
| 04       | 10       | Alexandre Prémat      | ART Grand Prix             | 67       | 23      | 2         | 1            |
| 05       | 08       | Adam Carroll          | Super Nova Racing          | 53       | 23      | 3         | 1*           |
| 06       | 07       | Giorgio Pantano       | Super Nova Racing          | 49       | 23      | 0         | 1            |
| 07       | 18       | Neel Jani             | Racing Engineering         | 48       | 23      | 2         | 1            |
| 08       | 03       | Nelson Piquet, Jr.    | HiTech/Piquet Racing       | 46       | 22      | 1         | 0            |
| 09       | 14       | José María López      | DAMS                       | 36       | 23      | 1         | 0            |
| 10       | 17/25    | Gianmaria Bruni       | Coloni Motorsport, Durango | 35       | 21      | 1         | 2*           |
| 11       | 23       | Nicolas Lapierre      | Arden International        | 21       | 22      | 0         | 1            |
| 12       | 05       | Ernesto Viso          | BCN Competicion            | 21       | 22      | 0         | 1*           |
| 13       | 11       | Olivier Pla           | David Price Racing         | 20       | 23      | 2         | 2**          |
| 14       | 19       | Borja García          | Racing Engineering         | 17.5     | 22      | 0         | 0            |
| 15       | 24       | Clivio Piccione       | Durango                    | 14       | 23      | 1         | 1*           |
| 16       | 06       | Hiroki Yoshimoto      | BCN Competicion            | 14       | 21      | 0         | 1*           |
| 17       | 25/17    | Ferdinando Monfardini | Durango, Coloni Motorsport | 5        | 20      | 0         | 1*           |
| 18       | 20       | Juan Cruz Álvarez     | Campos Racing              | 4.5      | 23      | 0         | 0            |
| 19       | 04       | Alexandre Negrão      | HiTech/Piquet Racing       | 4        | 23      | 0         | 2**          |
| 20       | 21       | Sergio Hernández      | Campos Racing              | 3        | 23      | 0         | 0            |
| 21       | 16       | Mathias Lauda         | Coloni Motorsport          | 3        | 23      | 0         | 0            |
| 22       | 02       | Can Artam             | iSport International       | 2        | 23      | 0         | 0            |
| 23       | 12       | Ryan Sharp            | David Price Racing         | 2        | 13      | 0         | 0            |
| 24       | 15       | Fairuz Fauzy          | DAMS                       | 0        | 23      | 0         | 0            |
| 25       | 17       | Toni Vilander         | Coloni Motorsport          | 0        | 4       | 0         | 0            |
| 26       | 12       | Giorgio Mondini       | David Price Racing         | 0        | 10      | 0         | 0            |

### Csapat
| #  | Csapat               | Versenyzők                                                           | Pontszám | Győzelmek | Pole pozíció |
| -- | -------------------- | -------------------------------------------------------------------- | -------- | --------- | ------------ |
| 01 | ART Grand Prix       | Nico Rosberg, Alexandre Prémat                                       | 187      | 7         | 6*           |
| 02 | Arden International  | Heikki Kovalainen, Nicolas Lapierre                                  | 126      | 5         | 3            |
| 03 | Super Nova Racing    | Giorgio Pantano, Adam Carroll                                        | 102      | 3         | 2*           |
| 04 | iSport International | Scott Speed, Can Artam                                               | 69.5     | 0         | 1            |
| 05 | Racing Engineering   | Borja García, Neel Jani                                              | 65.5     | 2         | 1            |
| 06 | HiTech/Piquet Racing | Nelson Piquet, Jr., Alexandre Negrão                                 | 50       | 1         | 2**          |
| 07 | DAMS                 | José María López, Fairuz Fauzy                                       | 36       | 1         | 0            |
| 08 | Coloni Motorsport    | Gianmaria Bruni, Mathias Lauda, Toni Vilander, Ferdinando Monfardini | 36       | 1         | 1*           |
| 09 | BCN Competicion      | Ernesto Viso, Hiroki Yoshimoto                                       | 35       | 0         | 2**          |
| 10 | David Price Racing   | Olivier Pla, Ryan Sharp, Giorgio Mondini                             | 22       | 2         | 2**          |
| 11 | Durango              | Clivio Piccione, Ferdinando Monfardini, Gianmaria Bruni              | 19       | 1         | 3**          |
| 12 | Campos Racing        | Sergio Hernández, Juan Cruz Álvarez                                  | 7.5      | 0         | 0            |